# آفة متفاطرة
الآفة المتفاطرة أو الآفة الكمئية أو الآفة المتكامئة هي آفة جلدية تشبه الفطريات في مظهرها أو معدل نموها. وتتميز بالتقرحات (كسور على الجلد أو على سطح الأعضاء المصابة) والنخر (موت الأنسجة الحية) وعادة ما يكون له رائحة كريهة. قد يحدث هذا النوع من الآفات في العديد من أنواع السرطان، بما في ذلك سرطان الثدي والورم الميلانيني وسرطان الخلايا الحرشفية، وخاصة في الأمراض المتقدمة. تنتج الرائحة الكريهة المميزة عن ثنائي ميثيل ثلاثي كبريتيد.عادة لا تكون عدوى فطرية، بل هي عبارة عن نمو ورم مع أجزاء نخرية.
هناك دليل ضعيف على أن محلول الميلتفوسين 6% المطبق موضعياً على آفة الثدي الفطرية السطحية التي يقل حجمها عن 1 سم والذين تلقوا علاجًا إشعاعيًا أو جراحة أو علاجًا هرمونيًا أو علاجًا كيميائيًا سابقًا لسرطان الثدي، قد يبطئ تطور المرض.